# Всехсвятское кладбище (Самара)

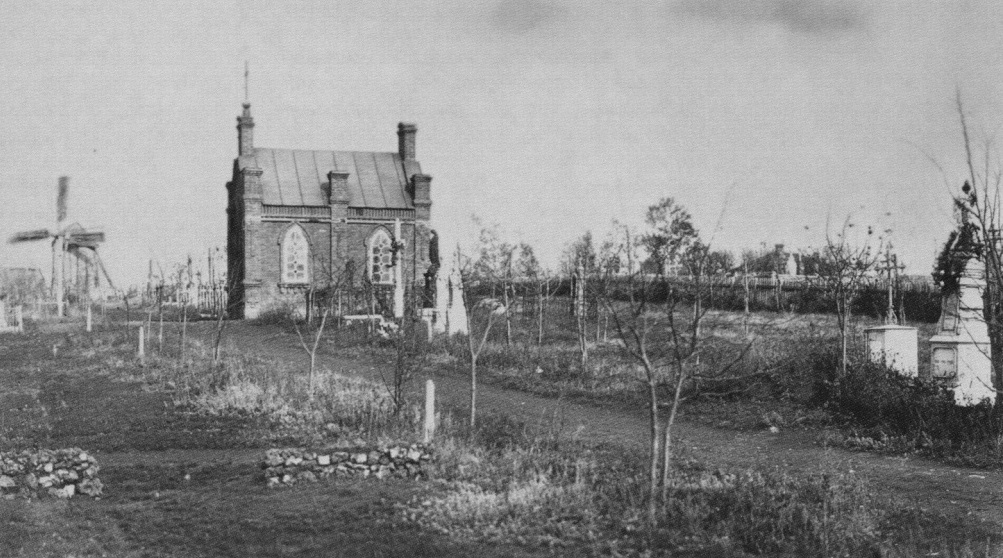
Общий вид Всехсвятского кладбища

Всесвя́тское (Всехсвя́тское) кладбище   — одно из ликвидированных кладбищ в городе Самара, функционировавшее до 1926 года. На его территории находилась Всесвятская церковь. В настоящее время на месте бывшего кладбища расположен парк имени Щорса.

## Конфессии
Старообрядцы

Старообрядческое кладбище было разделено на участки: белокриницкий, беглопоповский, поморский, федосеевский, филипповский, спасовский, часовенный. Располагалось старообрядческое кладбище в границах современных улиц Спортивной, Красноармейской, Никитинской и примыкало к железной дороге.
Лютеране

Ещё в середине 60-х годов XIX в. община приобрела на свои средства землю под лютеранское кладбище. Спланированное на площади в 1,5 десятин, кладбище (сейчас на его территории парк им. Щорса) было обнесено рвом и валом, имело колодец, флигель сторожа, «представляя собой вид прекрасного, цветущего сада».

## Кладбище в наше время
В настоящее время на месте кладбища располагаются парк имени Щорса, средняя школа № 42, № 137 (бывшая 36), Дворец пионеров и школьников ЦВР, Хлебозавод № 2, жилой массив. Перенос с кладбища могилы Н. А. Щорса осуществлён на Городское кладбище Самары.

В тридцатые годы, когда о подвигах героя гражданской войны вспомнили, когда вышел в 1937 году на экраны художественный фильм «Щорс», возник вопрос о том, где же он похоронен. Вдова тут же приехала в Куйбышев за славой и почестями. Однако могилу мужа уже найти не смогла. По личному указанию Сталина могилу комдива искали очень долго и нашли только в 1949 году. Объявился свидетель, который вспомнил, как ещё мальчишкой случайно оказался на похоронах какого-то красного командира. Он сумел достаточно точно указать место захоронения. 10 июля 1949 года в торжественной обстановке прах Щорса перезахоронили на главной аллее Куйбышевского городского кладбища.